# ديمقراطيو السويد
ديمقراطيو السويد (بالسويدية: Sverigedemokraterna SD) حزب سويدي سياسي تأسس في عام 1988.
يصف الحزب نفسه بأنه حركة قومية. أما عن ايديولوجيته فمن الناحية النظرية، يقول الحزب أنها مستوحاة من المحافظين والوطنية.
وهو حزب معادي للاجانب يستمد بعض افكاره من النازيين أو ما يسمون اليوم بالنازيون الجدد Neo-Nazism.
تمكن الحزب في انتخابات 19 سبتمبر 2010 من تحقيق مقاعد في البرلمان السويدي لأول مرة منذ تأسيسه.

## القضايا الجدلية
خلال التسعينات، العديد من اليمينيين المتطرفين كانوا مرتبطين مع الحزب. وكان للحزب نشرات مطبوعة عن طريق الجبهة الوطنية الفرنسية في الانتخابات العامة سنة 1998، وكان مدعوما ماليا في الانتخابات الأوروبية في عام 2004 من قبل البلجيكي برنارد مينجال.

### مقاطعة وسائل الإعلام
ديمقراطيو السويد كثيرا ما يشتكون من صعوبات في شراء مساحات إعلانية بسبب حظر الإعلام للحزب من الإعلان، والذي انتقد من قبل منظمات لحرية التعبير. في 16 حزيران/يونيه 2006، قررت داغينز نيهيتر وسفينسكا داغبلادت التوقف عن مقاطعتهم. إكسبريسن، ومع ذلك، ما زالت تحتفظ بالحظر على إعلانات الحزب.

### قضية كاريكاتير محمد
بعد نشر الصحيفة الدنماركية يولاندس بوستن الرسوم الكاريكاتورية الإثني عشر التي تصور محمد وأشعلت الجدل خلال خريف وشتاء عام 2005، أعطى ديمقراطيو السويد دعما غير مشروط للرسوم مع الإشارة إلى حرية التعبير. ذكر الحزب أنه لا يرى أي سبب يدعو صحيفة دنماركية على الالتزام بالقواعد الإسلامية والشروط المتعلقة بالتعبير. عندما أطلقت حملة لمقاطعة المنتجات الدنماركية في الشرق الأوسط، أطلق الحزب حملة لـ«شراء المنتجات الدنماركية». في عام 2006، دخل الحزب بصورة مباشرة في قضية الرسوم الكاريكاتيرية عن محمد من خلال نشر رسما كاريكاتوريا يصور النبي محمد على مواقعها. الكرتون أظهر محمد من الخلف ويمسك مرآة أمام وجهه. وبدلا من أي ملامح وجهية، لم يظهر على المرآة إلا وجه فارغ. أضيف تعليق من الحزب على الكرتون: «وجه محمد» ((بالسويدية: Muhammeds ansikte)‏).
جذب المنشور انتباه الحكومة السويدية، التي أبلغت مزود خدمة الإنترنت Levonline عنه. وفي وقت لاحق، أغلقت Levonline موقع الويب الخاص بالحزب. نفت وزيرة الشؤون الخارجية، ليلى فريفالدس أي تدخل مباشر. ومع ذلك، في نفس الوقت، أدانت ليلى فريفالدس المنشور واعتبرته بمثابة استفزاز. استقالت ليلى من مجلس الوزراء بعد اتهامها بالتدخل في حرية الصحافة والكذب بخصوص ذلك.
سبب هذا الحدث نقاشا حول الرقابة الحكومية في السويد. ديمقراطيو السويد أيضا رفع ضدهم تهمة بخصوص خطاب الكراهية بسبب نشر الكاريكاتير. رفعت أيضا تهم بخطاب الكراهية ووجهت الاتهامات للناشرين السويديين الآخرين الذين صوروا النبي محمد. ومع ذلك، فإن هذه التهم اعتبرت دون أساس من قبل وزير العدل السويدي (Justitiekanslern).
ديمقراطيو السويد كانوا قد قرروا نشر مجموعة من الرسوم الكاريكاتورية في صحيفتهم SD-Kuriren. ومع ذلك، بعد الجدل الذي اندلع أعلن جيمي أكينسون بيانا على موقع الحزب في 9 شباط/فبراير 2006، مشيرا إلى أنهم سوف يمتنعون عن المزيد من المنشورات على الإنترنت أو مطبوعة، بسبب «مخاوف من أن النشر قد يحفز أعمال عدائية ضد السويديين ومصالح السويد».

### الحوادث العنصرية والطرد
ديمقراطيو السويد، من بين جميع الأحزاب البرلمانية السويدية، كان لهم أكبر حصة من استقالات الممثلين المنتخبين في المجالس البلدية منذ انتخابات عام 2010 (27.8%). العديد من هذه الاستقالات كانت ناجمة عن التصريحات العنصرية أو الإجراءات العنصرية من قبل هؤلاء الممثلين.
في تشرين الثاني/نوفمبر عام 2012، استقال المتحدث الرسمي باسم الحزب «إريك Almqvist» من منصبه بعد أن كان قد تم تصويره على شريط وهو يلقي بعبارات عنصرية وجنسية. فيديو آخر ظهر في وقت لاحق، أوضح أن Almqvist، بالإضافة إلى المتحدث الرسمي باسم الحزب كينت إكيروث ومسؤول في الحزب كريستيان ويستلينج، قاموا بتسليح أنفسهم بأنانيب من الألومنيوم قبل أن يسعوا لمواجهة مع سوران إسماعيل، وهو كوميدي سويدي من أصل كردي.
في تشرين الثاني/نوفمبر عام 2012، استقال النائب «لارس Isovaara» بعد اتهام شخصين من أصل أجنبي بسرقة حقيبته (التي كان قد تركها في مطعم) ثم المواصلة بالإساءة لفظيا إلى حارس أمن من خلفية أجنبية. كذلك، بديل Isovaara في البرلمان «ماركوس Wiechel» وجد في أبريل 2013 أنه قد أشار إلى مجموعة من السود بـ«القرود».
في آذار / مارس 2013، تم طرد 12 فرد من الحزب لتورطهم في النازية الجديدة أو غيرها من الحركات المتطرفة.
في تشرين الثاني / نوفمبر 2013، البرلماني ونائب زعيم الحزب جوناس Åkerlund اكتسب اهتماما بسبب تلقيبه المهاجرين بـ «الطفيليات» خلال بث على محطة الحزب الإذاعية في عام 2002، وذلك بعد أن ظهر التسجيل علنا. في دفاعه، قال Åkerlund أنه قال ذلك فقط «لإثارة الناس».
في أيلول / سبتمبر 2014 قبل بضعة أسابيع من الانتخابات العامة، رئيس الحزب في فرع ستوكهولم Christoffer Dulny استقال من منصبه. كان قد نشر قبل ذلك تعليقات ساخرة حول المهاجرين، ووصفهم بأنهم «كذابون وقحون» على وسائل الإعلام البديلة. كما أنه استقال من مقعده المربوح حديثا في البرلمان في نفس اليوم الذي انتخب فيه، في 29 أيلول / سبتمبر 2014.
في تشرين الأول/أكتوبر 2016، صدر فيديو للنائب والمتحدث السياسي الاقتصادي «أوسكار Sjöstedt» وهو يقول نكات معادية للسامية. بينما كان في حفلة (يعتقد أنها حدثت في 2011)، تحدث ضاحكا عن قصة عن زملاء سابقين له من المتعاطفين مع النازية والسخرية من اليهود ومقارنتهم بالأغنام.
خلال نفس الشهر، النائبة البرلمانية ونائبة زعيم الحزب «كارينا Herrstedt» تمت مواجهتها ببريد إلكتروني عنصري، معادي للسامية، ومعادي للمثليين ومعادي للغجر إلى شريكها في 2011. البريد الإلكتروني الذي تم تسريبه من خوادم الحزب الداخلية، ورد فيه على سبيل المثال عبارات كتلقيب اللاعبين السود في فريق كرة القدم لاندسكرونا بوا «الزنوج»، وكذلك تلقيب الغجر «باللصوص».
بين 2015 و2016، تم طرد العديد من أعضاء الحزب لتعبيرهم عن آراء متطرفة أو عنصرية، أو بسبب خلاف مع تحول الحزب نحو الاعتدال والاجتماعية المحافظة. في نيسان/أبريل 2015، طرد أيضا العديد من قادة منظمة شباب الحزب لنفس هذه الأسباب، وتم حل المنظمة بعد فترة قصيرة. في كانون الأول/ديسمبر 2016، طردت النائبة آنا هاجوال من الحزب بعد استخدام كلام معادي للسامية للدفاع عن مشروع القانون الذي عرضته في البرلمان والذي كان يهدف إلى «تقليل تركيز ملكية وسائل الإعلام في السويد».
في أيلول/سبتمبر 2017، وجد تقرير من Dagens ETC أن 14 من ممثلي الحزب السابقين كانوا قد تسللوا للحزب من أجل تقديم دعم مالي لحركة المقاومة النوردية، وهي منظمة للنازيين الجدد، من خلال المعاملات المالية، العضويات، أو شراء أدب وتذكارات معادية للسامية وعنصرية. في آب/أغسطس عام 2018، طرد 2 من الأعضاء بسبب شراء تذكارات نازية على الإنترنت; بعد طردهم ذكر مايكل إرلاندسون أحد متحدثي الحزب بأن الناس الذين «لديهم هذه الأنواع من الآراء ويستخدمون هذه الأنواع من المواد» لا مكان لهم في الحزب. 14 مرشحا كذلك طردوا من الحزب وذلك بعد اكتشاف أنهم كانوا أعضاء في المنظمات النازية الجديدة.